# André Blaise Essama

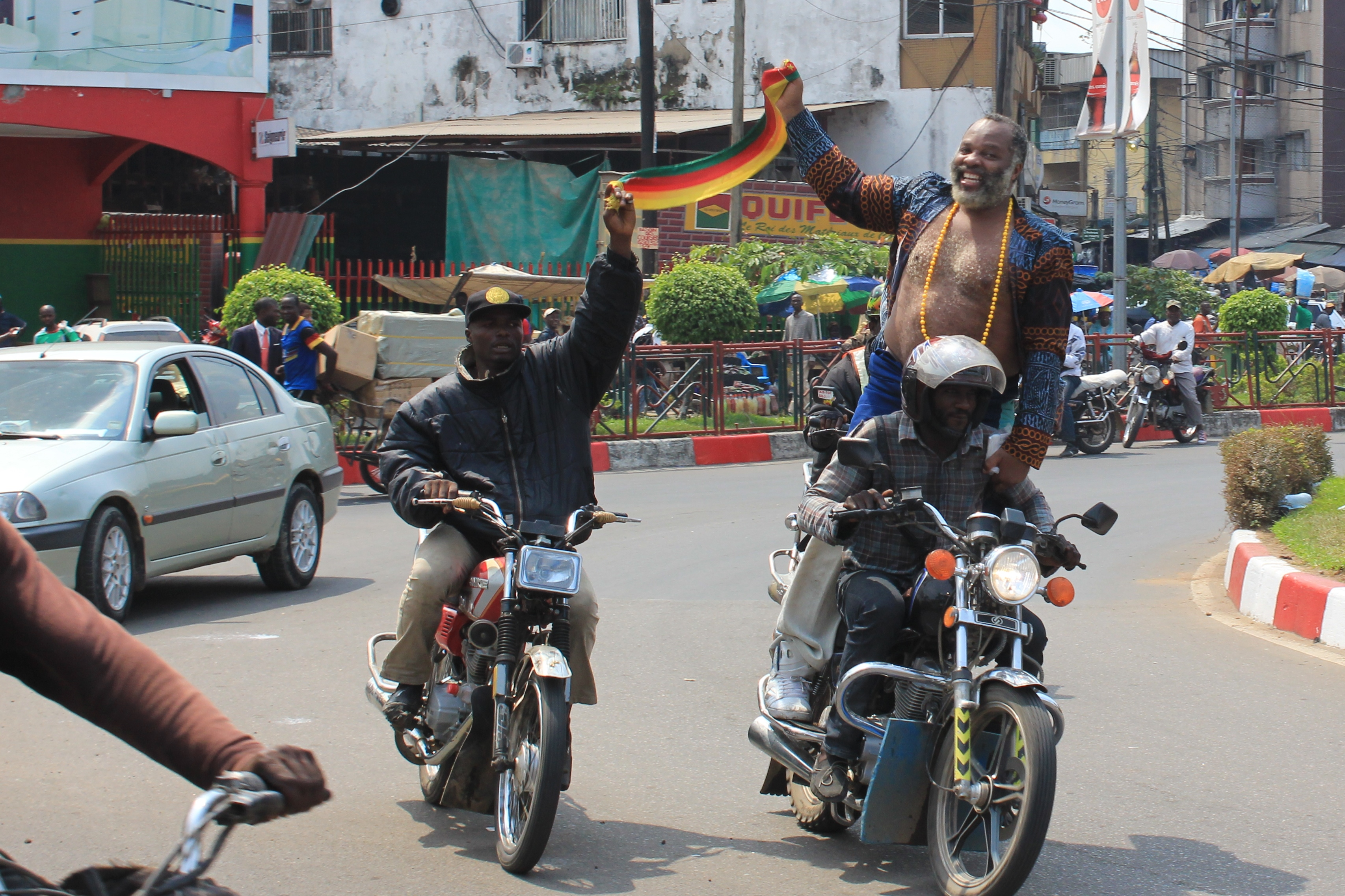
André Blaise Essama (Douala, 2015).

André Blaise Essama (* 28. April 1976 in Ndoungé) ist ein kamerunischer Aktivist, der seit 2003 Denkmäler und Straßenschilder beschädigt oder zerstört, die die französische Kolonialzeit würdigen. Für seine Aktionen wurde er mehrfach inhaftiert. 2015 gründete er die Bewegung Hoo Haa, die dafür kämpft, Bildnisse und Straßennamen der Kolonialgeschichte durch nationale und afrikanische Persönlichkeiten zu ersetzen.

## Leben
André Blaise Essamas Eltern sind Ndonfack Dieudonné, Direktor der Societe Generale de Banque au Cameroun (SGBC), und Afana Marguerite. Essama wuchs in Maroua, Garoua, Bamenda, Bafoussam und Douala auf. 1993 machte er sein Baccalauréat technologique im Bereich Marketing. Anschließend begann er ein Informatik-Studium. 1994 erhielt er ein Visum für ein Auslandsstudium in Frankreich. Nach dem Studium arbeitete er als Krankenhausclown in Marseille, bevor er 1999 nach Kamerun zurückkehren musste. Dort bot er Chantal Biya, der Ehefrau des kamerunischen Präsidenten, ein Computerisierungsprojekt für ihr Entwicklungsprogramm CERAC an. Als ihm jedoch aufgrund seines nicht offiziell anerkannten Nachnamens Identitätsbetrug vorgeworfen wurde, musste er für längere Zeit ins Haft.

## Aktivismus
Anfang der 2000er Jahre lernte Essama den Maler und antikolonialistischen Aktivisten Mboua Massock kennen. Dieser habe ihn durch ein Graffiti an der Statue des Generals Jacques-Philippe Leclerc de Hauteclocque mit dem Wortlaut: "Nos propres héros et martyrs d'abord" (Unsere eigenen Helden und Märtyrer zuerst) zu seinen Aktionen inspiriert. Bis heute hat Essama die Statue mehrmals umgestürzt und geköpft, sie wurde jedoch immer wieder restauriert. Seine Aktionen weitete er aber auch auf andere Denkmäler und Straßenschilder aus. Nach eigenen Angaben wurde er bis heute 78 Mal festgenommen, Geldstrafen wurden von Unterstützern aus Kamerun und Frankreich gezahlt. 2015 gründete er die Bewegung Hoo Haa, die bisher zwei neue Statuen im Stadtraum realisieren konnte, sie zeigen den Fußballer Samuel Mbappé Léppé und den ehemaligen Premierminister John Ngu Foncha. 2020 erlangte Essama im Zuge von Black Lives Matter und der Kritik gegen Denkmäler der Sklaven- und Kolonialzeit internationale Bekanntheit.